# Sztárai Mihály

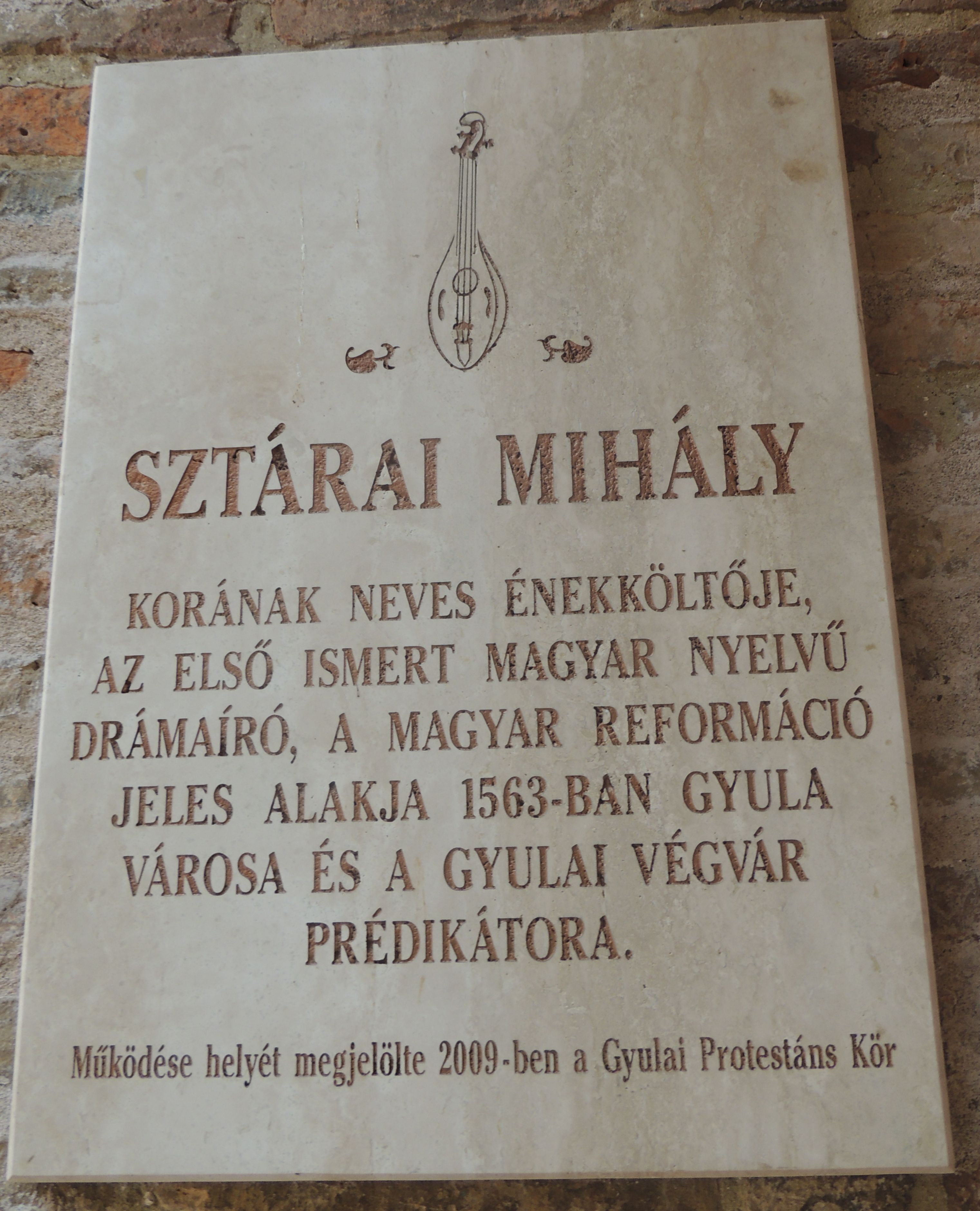
Emléktáblája Gyulán

Sztárai Mihály (horvátul: Mihael Starin, Sztára, 1500 körül – Pápa, 1575 eleje (?)) reformátor, evangélikus lelkész, a Dunántúli evangélikus egyházkerület szuperintendense (azaz püspöke) 1553-tól haláláig, énekszerző, a 16. századi magyar irodalom jelentős alakja.

## Élete
Sztárai valószínűleg Sztárán (ma: Drávasztára) született horvát családban; a ferences rendbe lépve, Sárospatakon kezdte és Padovában fejezte be tanulmányait. 1524 körül Palóczi Antal udvari papja lett Sárospatakon, akivel együtt részt vett a mohácsi csatában is.
Perényi Imre halála után, fia, Perényi Péter lett a siklósi vár ura. Ezekben az években érkezett haza Wittenbergből Siklósi Mihály tanító, aki magával hozta a lutheri tanokat. Siklósi Mihály ismertette meg Sztárai Mihállyal és Perényi Péterrel az új eszméket. Ekkoriban élhetett a források szerint Sztárai Mihály Siklóson, ahol rektorként ill. udvari papként tevékenykedett.
1528-ban otthagyva a rendet, a reformáció tanait kezdte terjeszteni, előbb Sárospatakon, azután máshol is.
1544 tavaszától Laskón működött, és hét év alatt folytonos küzdelemmel, sőt élete gyakori veszélyeztetésével Baranyában és Szlavóniában 120 protestáns egyházat alapított. Sztárai így ír erről 1551. július 20-án kelt levelében, amelyet Tuknai Miklósnak küldött: „a kereszt igéjét hirdetni kezdtem, és már innen és túl a Dunán és Dráván, a többi testvérekkel s a Szentlélek segítségével 120 egyházat építettem”.
Valószínűleg 1551-ben ellátogatott a Tiszántúlra, Debrecenben és Gyulán időzhetett huzamosabban. Az általa alapított egyházak számára 1553-ban a szuperintendensi hivatalt is szervezett, amit természetesen ő maga foglalt el. Ugyanezen évben tolnai lelkész lett; 1554-ben Szegedi Kis Istvánnak volt kénytelen átengedni a baranyai püspökséget; ő pedig a Tolna megyében és talán a Baranya megye északi részében levő egyházak kormányzását folytatta, míg 1558–ban visszament lelkésznek Laskóra, s újra előbbi kerületének jutott élére.
Pár évvel később visszament Sárospatakra. Perényi Gábor halála után, 1567 őszén, a hitviták miatt kénytelen volt Pápára menekülni. Itt lelkész lett. De 1570-ben már Sopronba hívták lelkésznek, de ő visszautasította a rossz utakra hivatkozva. 1574 tavaszán ismét Sopronba hívták evangélikus prédikátornak, de ezt az állást nem nyerte el, mert elkésett. Azonban ebben évben Pápáról mégis távozott egyes források szerint, hogy hová, azt nem tudni. Más források szerint Sztárai 1575 tavaszán hunyt el.
1578-ban Bornemisza Péter evangélikus lelkész élő emberként beszél Sztárai Mihályról: „noha értelmes és tudós ember, és sokat épített Magyarországban, de őtet is megbírja néha az harag, néha az bor is.”
Csak annyi ismert még az életéből, hogy 1579-ban elüldözték hivatalából. Kilépve a szerzetesi rendből, Luther Márton példáját követve ő is megnősült, feleségül vette Bánóczi István özvegyét. E házasságból származhatott az a Sztárai Mihály, akit szintén papi pályára nevelt, és akit később Pápa város egyháza hívott meg prédikátornak.

## Művei
- Comoedia de matrimonio sacerdotum.  RMK I 24 . Kerekotzki Ferentz altal recte: Heltai és Hoffgreff, Cracoba recte: Kolozsvár, 1550
- Cormoedia lepidissima de sacerdotio. Óvár, 1559
- Az igaz papsagnac tikere. Krakkó, 1550 (Egyetlen példányának 3 levélből álló töredéke Toldy Ferenc könyvtárában egy XVI. századi erdélyi nyomtatvány fedeléből kiáztatva. Második kiadása: Magyar-Óvár, 1559. Egyetlen példány gróf Apponyi Sándor könyvtárában. Ism. Toldy F., Adalékok. Pest, 1870, I. 49. l.) A mű színpadra alkalmazott változatát 1911. október 7-én a kolozsvári Nemzeti Színház mutatta be a magyar drámatörténeti ciklus első előadásaként.
- Achab Kyral Hytetlensegeröl es Illies Prophetanak meg feddeseröl valo szep Historia. Debrecen, 1574 (Megjelent a Hoffgreff-énekeskönyvben is. Kolozsvár, 1553-58. Újabb kiadásai. Debrecen, XVI. század és 1619)
- Historia Cranmerus Thomas Érseknek az igaz hitben való állhatatosságáról. Debrecen, 1582 (Ezen verses historia 1560-ban volt írva. Egyetlen példánya Nagy István könyvtárában volt.)
- Historia az Sido Ahab kiralynak balvanyozasaról az hivek kergetésséroel, Sz. Ilyés prophétának rayta toett czelekoedetiroel és Ahab királynak halalárol... az Ztarj Mihály ezt rendele versekben. Bártfa, 1582
- Historia de Vita beati Athanasy Alexandriae Episcopi fidelissimi. Authore Michaele Starino. Uo. XVI. század (A Fáy-könyvtárban Tibold-Daróczon és az MTA könyvtárában, az utolsó levél híján.)
- História Perényi Ferenc kiszabadulásáról; vál., a szöveggond., tan., jegyz. Téglásy Imre; ford. Borzsák István et al.; Szépirodalmi, Bp., 1985 (Magyar ritkaságok)

E nagyobb műveit kisebb szépirodalmi munkáival együtt Szilády Áron adta ki a Régi Magyar Költők Tára V. kötetében (1886).
Szenczi Molnár Albert feljegyezte róla, hogy postillákat is írt, és a szentségek kiszolgáltatásának formáját szintén összeállította, de arról nem tesz említést, hogy ezek nyomtatásban is megjelentek volna.
Zeneszerzőként számos egyházi éneket komponált. Az általa szerzett zsoltárdallamok egy részét a reformátusok énekes könyvek máig tartalmazzák.

## Emlékezete
- Közterületek:
  - Sztárai Mihály tér (Pestújhely, Budapest XV. kerülete)
  - Sztárai Mihály utca (Sárospatak)
- Oktatási intézmények:
  - Sztárai Mihály Általános Iskola (Pécs)
  - Sztárai Mihály Református Általános Iskola és Óvoda (Siklós)
  - Sztárai Mihály Gimnázium (Tolna)